# 이대원 (스모 선수)
이대원(李大源, 1988년 4월 6일~)은 대한민국의 스모 선수이다. 재일 한국인 아버지와 한국인 어머니 사이에서 태어난 재일 한국인 3세로 일본명은 도치노와카 미치히로(栃乃若導大)이다.
2007년 프로 입단하여, 2015년 은퇴하였다.